# Olympische Sommerspiele 1984/Teilnehmer (Finnland)
| Gelbes Symbol für Goldmedaillen mit stilisierten Olympischen Ringen | Graues Symbol für Silbermedaillen mit stilisierten Olympischen Ringen | Braundes Symbol für Bronzemedaillen mit stilisierten Olympischen Ringen |
| ------------------------------------------------------------------- | --------------------------------------------------------------------- | ----------------------------------------------------------------------- |
| 4                                                                   | 2                                                                     | 6                                                                       |

Finnland nahm an den Olympischen Sommerspielen 1984 in Los Angeles, USA, mit einer Delegation von 86 Sportlern (73 Männer und 13 Frauen) teil.

## Medaillengewinner

### Gold
| Name(n)          | Sportart       | Wettkampf                         |
| ---------------- | -------------- | --------------------------------- |
| Juha Tiainen     | Leichtathletik | Hammerwurf                        |
| Arto Härkönen    | Leichtathletik | Speerwurf                         |
| Jouko Salomäki   | Ringen         | Weltergewicht, griechisch-römisch |
| Pertti Karppinen | Rudern         | Einer                             |

### Silber
| Name(n)      | Sportart       | Wettkampf                         |
| ------------ | -------------- | --------------------------------- |
| Tiina Lillak | Leichtathletik | Frauen, Speerwurf                 |
| Tapio Sipilä | Ringen         | Leichtgewicht, griechisch-römisch |

### Bronze
| Name(n)       | Sportart       | Wettkampf               |
| ------------- | -------------- | ----------------------- |
| Joni Nyman    | Boxen          | Weltergewicht           |
| Jouni Grönman | Gewichtheben   | Leichtgewicht           |
| Pekka Niemi   | Gewichtheben   | I. Schwergewicht        |
| Arto Bryggare | Leichtathletik | 110 Meter Hürden        |
| Jukka Rauhala | Ringen         | Leichtgewicht, Freistil |
| Rauno Bies    | Schießen       | Schnellfeuerpistole     |

## Teilnehmer nach Sportarten

### Bogenschießen
- Tomi Poikolainen
Einzel: 5. Platz

- Kyösti Laasonen
Einzel: 28. Platz

- Markku Syrjälä
Einzel: 49. Platz

- Päivi Aaltonen
Frauen, Einzel: 5. Platz

- Ulla Rantala
Frauen, Einzel: 15. Platz

### Boxen
- Jarmo Eskelinen
Bantamgewicht: 17. Platz

- Hannu Vuorinen
Halbweltergewicht: 17. Platz

- Joni Nyman
Weltergewicht: Bronze

- Pekka Laasanen
Mittelgewicht: 17. Platz

- Juha Hänninen
Halbschwergewicht: 17. Platz

### Gewichtheben
- Arvo Ojalehto
Bantamgewicht: 7. Platz

- Uolevi Kahelin
Federgewicht: 8. Platz

- Jouni Grönman
Leichtgewicht: Bronze

- Keijo Tahvanainen
Leichtschwergewicht: DNF

- Pekka Niemi
I. Schwergewicht: Bronze

### Judo
- Antti Hyvärinen
Leichtgewicht: 19. Platz

- Seppo Myllylä
Halbmittelgewicht: 14. Platz

- Juha Salonen
Offene Klasse: 11. Platz

### Kanu
- Veli-Pekka Harjola
Einer-Kajak, 1000 Meter: Halbfinale
Vierer-Kajak, 1000 Meter: Halbfinale

- Ilpo Nieminen
Zweier-Kajak, 500 Meter: Halbfinale
Vierer-Kajak, 1000 Meter: Halbfinale

- Mika Savilahti
Zweier-Kajak, 500 Meter: Halbfinale
Vierer-Kajak, 1000 Meter: Halbfinale

- Mikko Kolehmainen
Vierer-Kajak, 1000 Meter: Halbfinale

- Timo Grönlund
Einer-Canadier, 500 Meter: 5. Platz
Einer-Canadier, 1000 Meter: 4. Platz

### Leichtathletik
- Antti Loikkanen
1500 Meter: Vorläufe
5000 Meter: Halbfinale

- Martti Vainio
5000 Meter: Halbfinale
10.000 Meter: DNF

- Pertti Tiainen
Marathon: 27. Platz

- Arto Bryggare
110 Meter Hürden: Bronze

- Tommy Ekblom
3000 Meter Hindernis: 9. Platz

- Reima Salonen
50 Kilometer Gehen: 4. Platz

- Erkki Niemi
Hochsprung: 9. Platz

- Kimmo Pallonen
Stabhochsprung: 5. Platz

- Aulis Akonniemi
Kugelstoßen: 9. Platz

- Juha Tiainen
Hammerwurf: Gold

- Harri Huhtala
Hammerwurf: 6. Platz

- Arto Härkönen
Speerwurf: Gold

- Raimo Manninen
Speerwurf: 13. Platz in der Qualifikation

- Tero Saviniemi
Speerwurf: 17. Platz in der Qualifikation

- Helinä Laihorinne-Marjamaa
Frauen, 100 Meter: Halbfinale
Frauen, 200 Meter: Halbfinale

- Tuija Toivonen
Frauen, Marathon: 10. Platz

- Sinikka Keskitalo
Frauen, Marathon: 15. Platz

- Tuija Helander
Frauen, 400 Meter Hürden: 7. Platz

- Ulla Lundholm
Frauen, Diskuswurf: 4. Platz

- Tiina Lillak
Frauen, Speerwurf: Silber

- Tuula Laaksalo
Frauen, Speerwurf: 4. Platz

- Helena Laine
Frauen, Speerwurf: 10. Platz

### Moderner Fünfkampf
- Pasi Hulkkonen
Einzel: 9. Platz
Mannschaft: 9. Platz

- Jorma Korpela
Einzel: 22. Platz
Mannschaft: 9. Platz

- Jussi Pelli
Einzel: 35. Platz
Mannschaft: 9. Platz

### Radsport
- Kari Myyryläinen
Straßenrennen, Einzel: 25. Platz
100 Kilometer Mannschaftszeitfahren: 13. Platz

- Harry Hannus
Straßenrennen, Einzel: 31. Platz
100 Kilometer Mannschaftszeitfahren: 13. Platz

- Patrick Wackström
Straßenrennen, Einzel: 38. Platz
100 Kilometer Mannschaftszeitfahren: 13. Platz

- Harri Hedgren
Straßenrennen, Einzel: DNF

- Sixten Wackström
100 Kilometer Mannschaftszeitfahren: 13. Platz
4000 Meter Einzelverfolgung: 20. Platz in der Qualifikation

### Reiten
- Kyra Kyrklund
Dressur, Einzel: 19. Platz

### Ringen
- Jukka-Pekka Tanner
Papiergewicht, griechisch-römisch: Gruppenphase

- Taisto Halonen
Fliegengewicht, griechisch-römisch: 6. Platz

- Ilpo Seppälä
Bantamgewicht, griechisch-römisch: Gruppenphase

- Hannu Lahtinen
Federgewicht, griechisch-römisch: Gruppenphase

- Tapio Sipilä
Leichtgewicht, griechisch-römisch: Silber

- Jouko Salomäki
Weltergewicht, griechisch-römisch: Gold

- Jarmo Övermark
Mittelgewicht, griechisch-römisch: 5. Platz

- Toni Hannula
Halbschwergewicht, griechisch-römisch: 7. Platz

- Jukka Rauhala
Leichtgewicht, Freistil: Bronze

- Pekka Rauhala
Weltergewicht, Freistil: 8. Platz

- Jouni Ilomäki
Mittelgewicht, Freistil: Gruppenphase

### Rudern
- Pertti Karppinen
Einer: Gold

- Reima Karppinen
Doppelzweier: 8. Platz

- Aarne Lindroos
Doppelzweier: 8. Platz

### Schießen
- Rauno Bies
Schnellfeuerpistole: Bronze

- Paavo Palokangas
Freie Scheibenpistole: 8. Platz

- Mauri Röppänen
Luftgewehr: 18. Platz
Kleinkaliber, Dreistellungskampf: 15. Platz
Kleinkaliber, liegend: 13. Platz

- Mikko Mattila
Kleinkaliber, Dreistellungskampf: 26. Platz
Kleinkaliber, liegend: 30. Platz

- Jorma Lievonen
Laufende Scheibe: 7. Platz

- Timo Nieminen
Trap: 4. Platz

- Matti Nummela
Trap: 33. Platz

- Bror Nyström
Skeet: 19. Platz

- Juha Mäkelä
Skeet: 36. Platz

- Sirpa Ylönen
Frauen, Luftgewehr: 8. Platz
Frauen, Kleinkaliber, Dreistellungskampf: 12. Platz

### Schwimmen
- Martti Järventaus
100 Meter Brust: 29. Platz
200 Meter Brust: 27. Platz

- Maarit Sihvonen
Frauen, 100 Meter Freistil: 18. Platz
Frauen, 100 Meter Brust: 24. Platz
Frauen, 200 Meter Lagen: 9. Platz

### Segeln
- Esko Rechardt
Finn-Dinghy: 14. Platz

- Johan von Koskull
470er: 6. Platz

- Peter von Koskull
470er: 6. Platz

- Juha Valtanen
Tornado: 16. Platz

- Pekka Narko
Tornado: 16. Platz

### Wasserspringen
- Juha Ovaskainen
Kunstspringen: 11. Platz